# 范蔚菁
范蔚菁（1987年4月11日—），女，浙江嘉兴人，中国围棋职业三段棋手。

## 生平
作为汪正华老师的第一代弟子，在门下学棋12年。1998年进入了北京市的“三九段围棋道场”学习，随后进入国少队，2001年获世界业余围棋混双锦标赛冠军。
2002年入段、同年获得全国女子少年围棋赛冠军。2006年8月战胜叶桂和韩国的金恩善、韩海苑和金惠敏四段，成为唯一一名进入第11届三星杯本赛的中国女棋手，本赛第一轮负于李世乭九段。2008年3月3日，在第六届正官庄杯三国女子围棋擂台赛第六局的比赛中，执黑6目半胜日本老将青木喜久代八段，终结了她的三连胜。同年10月与黄奕中七段搭档连胜日本组合小林觉九段／矢代久美子五段、韩国组合温昭珍四段／李夏辰三段和中华台北组合周俊勋／谢依旻，夺得第一届世界智力运动会围棋比赛混合双人赛冠军。
2009年起，范蔚菁进入北京大学艺术学院影视编导专业，并顺利毕业。其间多次代表北京大学参加京华杯北大-清华棋牌友谊赛。
2017年3月升为三段。
在2020年首播的网络剧《棋魂》中任围棋指导。

## 家庭
父亲范国强。